# Kiss (Familienname)
Kiss oder Kiß ist ein ungarischer Familienname.

## Namensträger

### A
- Ady H. Kiss (* 1963), deutscher Science-Fiction-Autor und Musiker
- Alfred Kiss (* 1894), deutscher Gewerkschaftsfunktionär
- András Kiss Nagy (1930–1997), ungarischer Bildhauer und Medailleur
- Anna Luise Kiss (* 1981), deutsche Schauspielerin
- Antal Kiss (1935–2021), ungarischer Leichtathlet
- Áron Kiss der Ältere (1815–1908), ungarischer Theologe
- Áron Kiss der Jüngere (1845–1908), ungarischer Lehrer und Pädagoge
- August Kiß (1802–1865), deutscher Bildhauer

### B
- Balázs Kiss (Leichtathlet) (* 1972), ungarischer Hammerwerfer
- Balázs Kiss (Ringer) (* 1983), ungarischer Ringer
- Béla Kiss (1877–??), ungarischer Serienmörder
- Benjamin Kiss (* 1968), deutscher Schauspieler

### C
- Cherry Kiss (* 1992), serbische Pornodarstellerin
- Christina Kiss (* 1960), Schweizer Juristin
- Csaba Kiss (* 1963), ungarischer Badmintonspieler

### D
- Dániel Kiss (Leichtathlet) (* 1982), ungarischer Hürdenläufer
- Daniel Kiss (Fußballspieler) (* 1984), slowakischer Fußballtorwart
- Dániel Kiss (Eishockeyspieler) (* 1991), ungarischer Eishockeyspieler
- Dávid Mária Kiss (1930–2002), ungarische Künstlerin und Grafikerin

### E
- Edith Bán-Kiss (1905–1966), ungarische Bildhauerin
- Edmund Kiss (1886–1960), deutscher Autor und Architekt
- Endre Kiss (Skispringer), ungarischer Skispringer
- Endre Kiss (Judoka) (* 1947), ungarischer Judoka
- Endre Kiss (Philosophiehistoriker) (* 1944), ungarischer Philosophiehistoriker und Hochschullehrer
- Ernst Kiss von Ittebe und Elemér (1799–1849), ungarischer General
- Éva Kiss (Schwimmerin) (* 1954), ungarische Schwimmerin
- Éva Kiss (Handballspielerin) (* 1987), ungarische Handballspielerin
- Eva Kiss-Györi (* 1966), deutsche Handballspielerin

### F
- Ferenc Kiss (Schauspieler) (1892–1978), ungarischer Schauspieler
- Ferenc Kiss (Ringer) (1942–2015), ungarischer Ringer
- Ferenc Kiss (Geiger) (* 1943), ungarischer Musiker
- Ferenc Kiss (Folkmusiker) (* 1954), ungarischer Musiker
- Ferenc Kiss (Leichtathlet) (* 1955), ungarischer Sprinter
- Filip Kiss (* 1990), slowakischer Fußballspieler
- Franz von Kiss (1791–1859), österreichischer Archäologe und Numismatiker

### G
- Gábor Kiss (Soziologe) (1931–1994), deutscher Soziologe ungarischer Herkunft
- Gábor Kiss (Eishockeyspieler) (* 1980), ungarischer Eishockeyspieler
- Gergely Kiss (Wasserballspieler) (* 1977), ungarischer Wasserballspieler
- Gergely Kiss (Ringer) (* 1983), ungarischer Ringer
- Gergely Kiss (Triathlet), ungarischer Triathlet
- Gergő Kiss (Leichtathlet) (* 1995), ungarischer Leichtathlet
- Géza Kiss (1882–1952), ungarischer Schwimmer
- Gréta Kiss (* 1998), ungarische Volleyballspielerin
- György Kiss (* 1953), ungarischer Rechtswissenschaftler und Hochschullehrer
- Gyula Kiss (Fußballspieler, 1881) (1881–1959), ungarischer Fußballspieler und -trainer
- Gyula Kiss (Fußballspieler, 1916) (1916–1959), ungarischer Fußballspieler
- Gyula Kiss (Fußballspieler, 1920) (1920–1963), ungarischer Fußballspieler

### I
- Imre Kiss (Leichtathlet) (fl. 1906), ungarischer Stabhochspringer
- Imre Kiss (Fußballspieler) (* 1957), ungarischer Fußballtorhüter
- Inna Kiss-Zlidnis (* 1990), estnische Fußballspielerin
- István Kiss (Architekt) (1857–1902), ungarischer Architekt
- István Kiss (Zehnkämpfer) (1924–2011), ungarischer Zehnkämpfer
- István Kiss (Künstler) (1927–1997), ungarischer Bildhauer
- István Kiss (Langstreckenläufer) (* 1940), ungarischer Langstreckenläufer
- István Kiss (Turner) (* 1948), ungarischer Turner
- István Kiss (Radsportler, 1928) (* 1928), ungarischer Radsportler
- István Kiss (Radsportler, 1950) (1950–2018), ungarischer Radrennfahrer
- István Kiss (Wasserballspieler) (* 1958), ungarischer Wasserballspieler

### J
- Josef Kiss (1896–1918), österreichisch-ungarischer Pilot
- József Kiss (1843–1921), österreich-ungarischer Schriftsteller
- József Kiss-Dala (* 1930), ungarischer Radrennfahrer

### K
- Karl-Heinz Kiß (1941–2024), deutscher Fußballspieler
- Károly Kiss (Soldat) (1793–1866), Offizier, Militärwissenschaftler, Militärhistoriker, Autor und Dichter
- Károly Kiss (1903–1983), ungarischer kommunistischer Politiker
- Klara Hautmann-Kiss (1920–2000), österreichische Architektin und Künstlerin
- Kristina Kiss (* 1981), kanadische Fußballspielerin

### L
- Lajos Kiss (Kanute) (1934–2014), ungarischer Kanute
- Lajos Kiss (Ruderer) (1940–2009), ungarischer Ruderer
- László Kiss (Schwimmtrainer) (* 1940), ungarischer Schwimmtrainer
- László Kiss (Leichtathlet) (1932–2023), ungarischer Sprinter
- László Kiss (Fußballspieler) (* 1956), ungarischer Fußballspieler
- László Kiss (Astronom) (* 1972), ungarischer Astronom und Astrophysiker
- László Kiss (Schriftsteller) (* 1976), ungarischer Schriftsteller
- László Kiss-Rigó (* 1955), ungarischer Geistlicher, Bischof von Szeged-Csanád

### M
- Mária Kiss (* 1959), ungarische Fußballspielerin
- Miklós Kiss (* 1981), ungarischer Designer und Künstler

### N
- Noémi Kiss (* 1974), ungarische Schriftstellerin
- Norbert Kiss (* 1985), ungarischer Truckrennfahrer

### O
- Ottó Kiss (* 1963), ungarischer Schriftsteller

### P
- Pál Kiss (General) (1809–1867), ungarischer General
- Pál Kiss (Schachspieler) (* 1963), ungarischer Schachspieler
- Paul Kiss (Politiker, 1894) (1894–1961), österreichischer Politiker (NSDAP), burgenländischer Landtagsabgeordneter
- Paul Kiss (Politiker, 1947) (* 1947), österreichischer Politiker (ÖVP), Nationalratsabgeordneter
- Paul Kiß (1871–1947), deutscher Journalist und Politiker (SPD, USPD)
- Péter Kiss (Politiker) (1959–2014), ungarischer Politiker
- Péter Kiss (1986–2013), ungarischer Extremsportler und Bergsteiger

### R
- Roland Kiss (* 1999), ungarischer Eishockeyspieler

### S
- Sándor Kiss (Turner) (1941–2012), ungarischer Kunstturner
- Sándor Kiss (Tennisspieler) (* 1956), ungarischer Tennisspieler
- Sándor Kiss (Ringer) (* 1962), ungarischer Ringer
- Sándor Kiss (Fußballspieler) (* 1966), ungarischer Fußballspieler
- Štefan Kišš (* 1982), slowakischer Politiker

### T
- Tamás Kiss (Fußballspieler, 1979) (* 1979), ungarischer Fußballspieler
- Tamás Kiss (Eishockeyspieler) (* 1983), ungarischer Eishockeyspieler
- Tamás Kiss (Kanute) (* 1987), ungarischer Kanute
- Tamás Kiss (Fußballspieler, 2000) (* 2000), ungarischer Fußballspieler
- Tamás Pál Kiss (* 1991), ungarischer Automobilrennfahrer
- Tímea Kiss (* 1973), ungarische Bogenschützin
- Tünde Kiss (Archäologin) (* 1971), ungarische Provinzialrömische Archäologin
- Tünde Kiss (Schauspielerin) (* 1986), ungarische Schauspielerin
- Tünde Kiss-Benke, Maskenbildnerin

### U
- Ursula Reinhardt-Kiss (* 1938), deutsche Sängerin (Sopran)

### W
- Walter Kiß (* 1961), deutscher Politiker (SPD)

### Y
- Yudit Kiss (* 1956), ungarische Wirtschaftswissenschaftlerin und Schriftstellerin

### Z
- Zoltán Kiss (Fußballspieler, 1940) (* 1940), ungarischer Fußballspieler
- Zoltán Kiss (Fußballspieler, 1962) (* 1962), ungarischer Fußballspieler
- Zoltán Kiss (Fußballspieler, 1980) (* 1980), ungarischer Fußballspieler
- Zoltán Kiss (Musiker) (* 1980), ungarischer Posaunist
- Zoltán Kiss (Fußballspieler, 1986) (* 1986), ungarischer Fußballspieler